# San Giovanni dei Napoletani
San Giovanni dei Napoletani, eigentlich San Giovanni Battista la Nazione Napoletana, ist eine Kirche der Renaissance in Palermo.

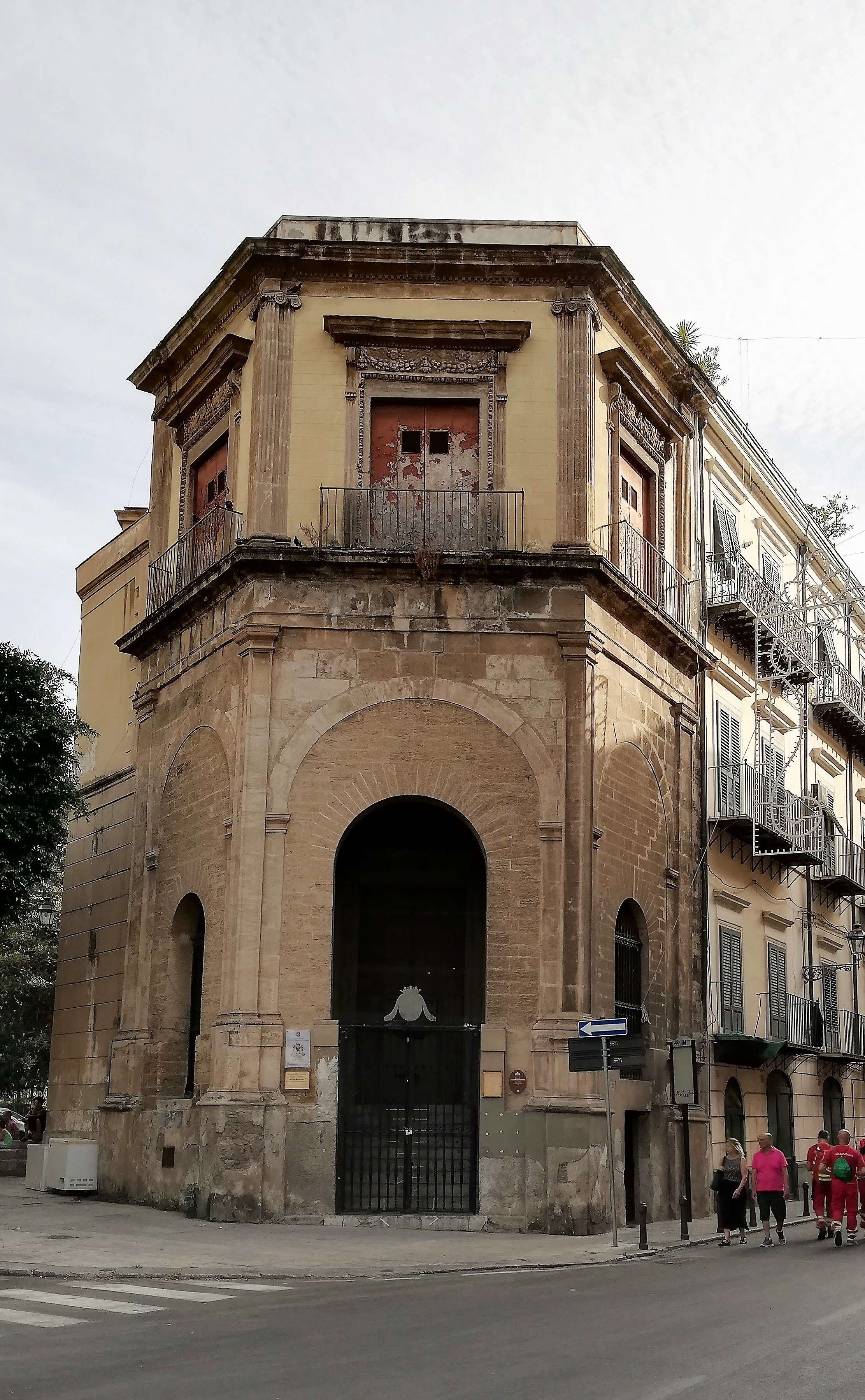
Fassade

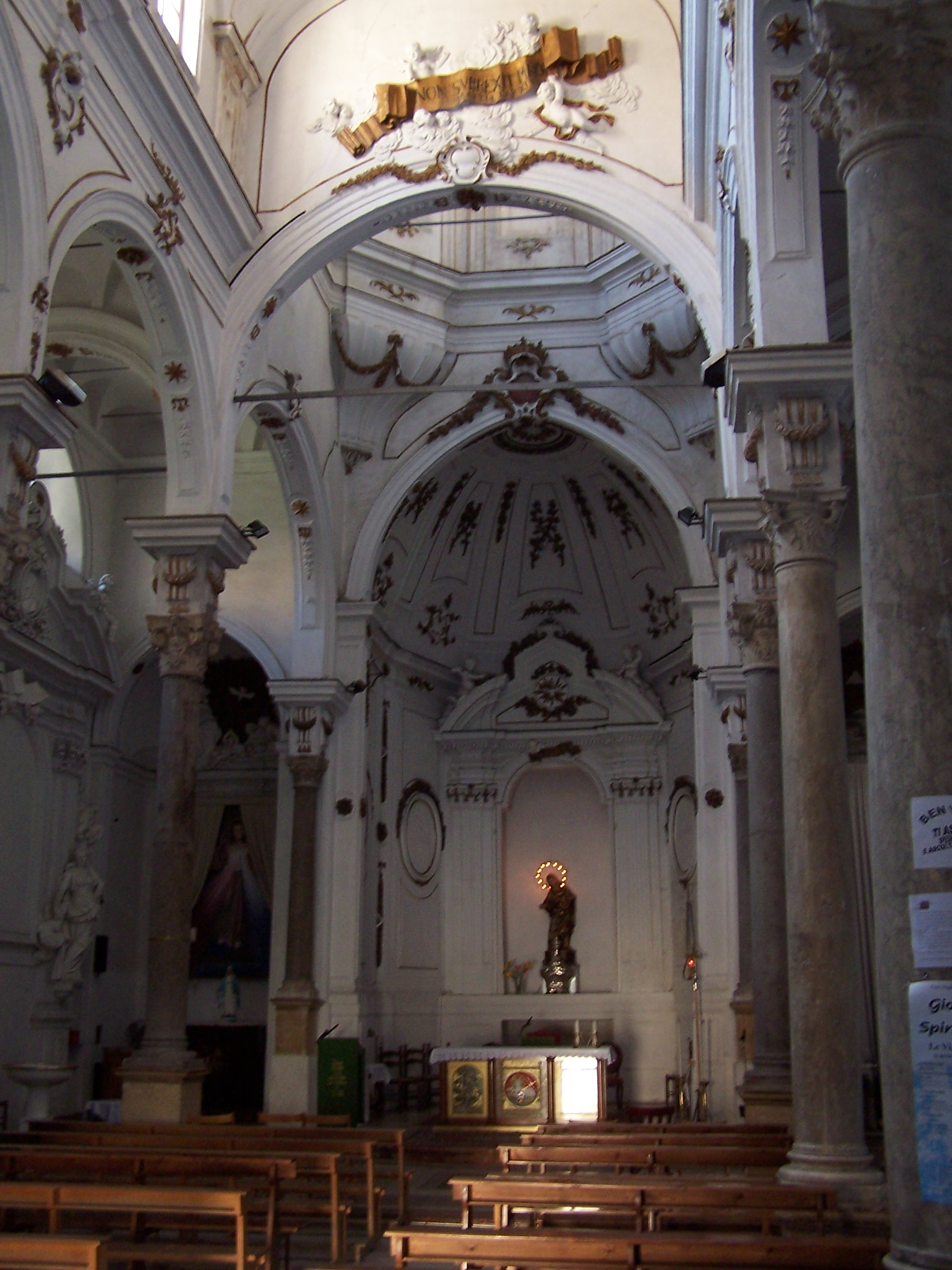
San Giovanni Napoletani, Blick ins Kirchenschiff

## Geschichte
1519 erbaute die aus Neapel stammende Bruderschaft San Giovanni Battista la Nazione Napoletana auf dem Gelände des alten Hafens eine Kirche, die jedoch auf Befehl von Kaiser Karl V. wieder abgerissen werden musste, da sie seiner Meinung nach zu nahe an der von den Staufern errichteten befestigen Burganlage (Castello a Mare) stand. 
Gegen 1526 begannen die Bauarbeiten einer neuen Kirche an der Piazza Marina, die 1617 abgeschlossen waren. Sie erhielt den Namen der Bruderschaft, San Giovanni dei Napoletani.
Seit 1925 gehört die Kirche der Confraternita della Carità (Bruderschaft der Nächstenliebe), die die Oberaufsicht über Galerien und Kunstwerke von Sizilien führt und ihren Sitz im Palazzo Abatellis hat.

## Beschreibung
Errichtet wurde sie als dreischiffige Basilika mit einem Portikus, einem Querhaus und drei Apsiden. Die Bögen zwischen den Marmorsäulen, die sorgfältig bearbeiteten Kapitelle und der achteckige Chor der in einer Kuppel mündet, ergeben das Bild einer typischen sizilianischen Renaissancekirche. Der mehrfarbige Marmorboden des Querschiffes stammt aus dem 18. Jahrhundert, lediglich im rechten Seitenschiff sind Reste von der ursprünglichen Terrakotta erhalten geblieben. 
Die Stuckdekoration stammt, genauso wie die beiden Figuren der Justitia und Caritas von Procopio Serpotta. Von Emmanuele Gabriele stammt das Grabmal für Don Tommaso Trabucco (1690–1761), einer der Rektoren der Bruderschaft San Giovanni Battista.
Durch Verlängerung der Via Vittorio Emanuele zur Porta Felice hin wurde der Portikus beschnitten und an der Straße liegende Anbauten entfernt.